# Masasteron maini
Masasteron maini là một loài nhện trong họ Zodariidae.
Loài này thuộc chi Masasteron. Masasteron maini được Barbara C. Baehr miêu tả năm 2004.